# Salies-du-Salat
Salies-du-Salat è un comune francese di 2 089 abitanti situato nel dipartimento dell'Alta Garonna nella regione dell'Occitania.

## Società

### Evoluzione demografica
Abitanti censiti